# 詹姆斯·奥伦·埃利斯
小詹姆斯·奥伦·埃利斯（英語：James Oren Ellis Jr.；1947年7月20日—）是美国退役四星海军上将，原美国战略司令部司令员，奥佛特空军基地司令员。曾出任核能运转协会会长。现任洛克希德·马丁公司的董事会成员。

## 生平
1947年7月20日，詹姆斯·奥伦·埃利斯出生在美国南卡罗来纳州斯帕坦堡。1969年，他从美国海军学院毕业。詹姆斯·奥伦·埃利斯拥有佐治亚理工学院航空工程硕士学位和西佛罗里达大学航空系统硕士学位。1987年，他完成了美国海军核动力培训，从哈佛大学国家安全战略高级军官项目毕业。
1971年，他被任命为海军飞行员，从1972年起肩负各种海上和岸上任务。
詹姆斯·奥伦·埃利斯曾在星座号航空母舰的第92战斗机中队和游侠号航空母舰的第1战斗机中队服役。他是第131“野猫”战斗攻击机中队的第一位司令员，1985年起在珊瑚海号航空母舰上服役。詹姆斯·奥伦·埃利斯曾出任卡尔·文森号航空母舰的执行官，以及中东联合特遣部队驻拉萨尔号船坞登陆舰的指挥官。1991年，詹姆斯·奥伦·埃利斯接管了亚伯拉罕·林肯号航空母舰的指挥权，并且参加了海湾战争。1995年6月，詹姆斯·奥伦·埃利斯出任第5航母打击组司令员，部署在独立号航空母舰上，从西太平洋航行至日本横须贺回国。作为航母战斗群指挥官，他领导了波斯湾和台湾海峡的应急行动。
詹姆斯·奥伦·埃利斯的工作包括对飞行员和战斗员进行考察，在海军法律事务办公室上班，以及担任部分项目的协调员、海军作战副总监（空战）。詹姆斯·奥伦·埃利斯还曾出任美国太平洋总司令部禁毒部队第五联合特遣部队副指挥官兼参谋长。1993年11月，詹姆斯·奥伦·埃利斯出任美国大西洋舰队监察长，随后出任美国大西洋舰队行动、计划和政策主任。1996年11月，他出任美国海军计划、政策和行动副司令。1998年10月，詹姆斯·奥伦·埃利斯成为总部设在英国伦敦的美国海军欧洲和非洲部队总司令和总部设在意大利那不勒斯的南欧盟军总司令。
2002年，詹姆斯·奥伦·埃利斯出任美国战略司令部司令员，2004年退役。
2020年10月29日，美国斯坦福大学胡佛研究所举行“2020年台湾在印太地区会议”的最后一场在线研讨，主题是“中国崛起与印太地区安全稳定前景”，詹姆斯·奥伦·埃利斯就美国海军帮助保卫台湾发表自己的见解：“在1958年的金门炮战（台湾称“八二三”炮战）中，美国派遣了6个航母战斗群，为台湾的补给船护航。1996年，美国第二个航母战斗群花了10天时间才抵达该地区。除非美国调整其地区战斗布局，否则即使保持履行这些承诺的能力，也需要不断审查采购优先次序、行动概念和基地姿态。”

## 荣誉
2013年，美国国家工程院院士

## 奖章和勋章
|                                                   |             |             |
| Bronze oak leaf cluster · Bronze oak leaf cluster |             |             |
| Gold star                                         |             |             |
| Gold star                                         |             |             |
|                                                   |             |             |
|                                                   |             |             |
| Bronze star                                       | Bronze star | Bronze star |
|                                                   | Bronze star | Silver star |
|                                                   |             |             |
|                                                   | Bronze star | Bronze star |
|                                                   |             |             |
|                                                   |             |             |
|                                                   |             |             |
|                                                   |             |             |